# Замороженный шоколад
Замороженный шоколад (на британском английском Choc ice; на американском английском Ice Cream Bar) — замороженный десерт, обычно состоящий из прямоугольного блока ванильного мороженого, тонко покрытого шоколадной глазурью. Сопутствующие товары также могут включать в себя другие начинки с мороженым и быть стилизованы по типу шоколадных батончиков. Этот термин также использовался как расовое оскорбление.

## История
Мороженое, глазированное шоколадом, было изобретено в 1920-х годах. Кондитер Гарри Берт изобрёл мороженое в шоколадной глазури на палочке в 1920 году и получил патент в 1923 году. В 1921 году эскимо Edy’s Pie было изобретено в Айове владельцем аптеки Крисом Нельсоном, которого вдохновил мальчик Дуглас Рессенден, выбирающий между конфетами и мороженым. Патент был выдан в 1922 году, но в 1928 году он был признан недействительным. Мороженое Klondike также было изобретено в 1922 году.

## Бренды
Во многих странах существует множество версий замороженного шоколада, выпускающихся под разными торговыми марками.
Заметным американским брендом замороженного шоколада является Klondike, основанный в 1922 году в США. Сопутствующие продукты включают замороженные кондитерские изделия, которые покрывают начинку мороженым и выглядят похожими на шоколадные батончики (например, Snickers).

## Расовое оскорбление
Термин choc ice также стал расовым оскорблением, используемым для описания любого человека, который фигурально «чёрный снаружи, белый внутри» (англ. «black on the outside, white on the inside»).